# Lijst van burgemeesters van Donk
Dit is een chronologische lijst van burgemeesters van de Belgische voormalige gemeente Donk tot die gemeente op 1 januari 1971 fuseerde en opging in de stad Herk-de-Stad.

## Koninkrijk België: Donk
| Periode     | Naam burgemeester          | Geboorte             | Overlijden              | Stroming/partij | Beroep                      |
| ----------- | -------------------------- | -------------------- | ----------------------- | --------------- | --------------------------- |
| 1800 – 1836 | Henri Vliegen              | 05-09-1758 Berbroek  | 23-01-1848 Diest        |                 | Distilleerder en landbouwer |
| 1836 – 1867 | Jean Decorswarem           | 01-08-1784 Donk      | 21-06-1867 Donk         |                 | Landbouwer                  |
| 1867 – 1872 | Joannes Leenaers           | 24-06-1821 Donk      | 06-12-1901 Donk         |                 | Hoefsmid - Herbergier       |
| 1872 – 1880 | Lodewijk Hardy             | 12-12-1827 Donk      | 19-05-1880 Donk         |                 | Landbouwer                  |
| 1880 – 1885 | Pierre Jean Gijsens        | 15-03-1833 Rummen    | 20-04-1912 Sint-Truiden |                 | Landbouwer                  |
| 1885 – 1907 | Oscar Vanhamont            | 29-03-1841 Vorsen    | 14-09-1916 Donk         |                 | Brander en landbouwer       |
| 1907 – 1921 | Jacobus Leenaers           | 25-07-1847 Donk      | 14-11-1921 Donk         |                 | Landbouwer                  |
| 1921 – 1927 | Louis Hardy                | 30-06-1867 Antwerpen | 28-06-1939 Donk         |                 | Landbouwer                  |
| 1927 – 1939 | Arthur Nollet              | 23-05-1884 Donk      | 08-09-1967 Donk         |                 | Landbouwer                  |
| 1939 – 1947 | (Victor) Théophile Gijsens | 09.09.1889 Donk      | 23-06-1968 Donk         |                 | Landbouwer                  |
| 1948 – 1964 | Arthur Nollet              | 23-05-1884 Donk      | 08-09-1967 Donk         |                 | Landbouwer                  |
| 1965 – 1970 | Omer Gijsens               | 27-04-1933 Donk      | 15-07-2021 Herk-de-Stad |                 | Reiziger                    |